# 魯德尼亞-沃羅布伊夫斯卡
魯德尼亞-沃羅布伊夫斯卡（烏克蘭語：Рудня-Вороб'ївська）是烏克蘭北部的村莊，隸屬日托米爾州的科羅斯滕區馬林市鎮。該村始建於1705年，面積0.77平方公里，海拔高度152米，2001年人口83，人口密度每平方公里107.65人。